# Hando Runnel
Hando Runnel   (comtat de Järva, 24 de novembre de 1938)  és un poeta estonià.
De 1957 a 1962, va estudiar agronomia a l'Acadèmia Agrícola d'Estònia. De 1966 a 1971, va treballar al consell editorial de la revista Looming. Des del 1992, ha estat president del consell rector d'Ilmamaa Publishers. Va ser el cap de redacció de la sèrie Eesti mõttelugu (Història estoniana del pensament).

## Premis i reconeixements
- Premi Wiedemann de Llengua (2024)[2]
- 1a classe de l'Orde de l'Escut Nacional (2025)[3]